# II. Károly osztrák főherceg
II. Károly vagy Stájer Károly, Habsburg Károly Ferenc (németül: Karl II. von Innerösterreich; Bécs, 1540. június 3. – Graz, 1590. július 10.), a Habsburg-házból származó osztrák uralkodó főherceg, 1564-től haláláig a Belső-Ausztriát magába foglaló Stájerország, Karintia és Tirol ura. Mivel unokaöccsei, Rudolf német-római császár, magyar és cseh király és a hatalmat tőle megszerző II. Mátyás császár és király is törvényes gyermek nélkül hunytak el, így a német-római császári címet Károly leszármazottai vitték tovább Ferdinánd fia által.

## Élete

### Származása
A Habsburgok dunai ágába született. Apja I. Ferdinánd német-római császár, magyar és cseh király, apai nagyszülei Szép Fülöp kasztíliai király és Őrült Johanna kasztíliai királynő voltak. Anyja a Jagelló-házból származó Anna magyar és cseh királyi hercegnő volt, Dobzse László magyar és cseh király és Anna candale-i grófnő egyetlen leánya. Károly, szülei harmadik fiaként látta meg a napvilágot. Tizenhárom felnőttkort megért testvérei között van többek között Miksa német-római császár, Anna bajor hercegné, II. Ferdinánd osztrák főherceg, Katalin lengyel királyné, Borbála modenai hercegné és Johanna toscanai nagyhercegné is.
Atyai nagybátyja V. Károly német-római császár és spanyol király volt, atyai nagynénjei Eleonóra francia királyné, Izabella dán királyné, Mária magyar királyné és Katalin portugál királyné voltak. Anyai nagybátyja pedig II. Lajos magyar király volt.

### Uralkodása
Károly hívő katolikus volt és az ellenreformáció erős támogatója. Ez többek között abban nyilvánult meg, hogy meghívta a jezsuitákat a Habsburg Birodalomba. Ennek ellenére 1572-ben türelmi rendeletet adott ki Grazban, amely uralkodása alatt vallásszabadságot adott a protestánsoknak.
Ausztria uralkodójaként hatalmas harcokat folytatott a törökökkel. Erődöt építtetett Horvátországban amelyet róla neveztek el Károlyvárosnak.
II. Károly herceget a művészet és a tudomány pártfogójaként tartják számon. A németalföldi Orlande de Lassus (Orlando Lasso) csak egyike volt az udvarában élő zeneszerzőknek. 1580-ban udvari ménest alapított Lipizzán a mai szlovéniai Lipicán. A tenyésztéshez 9 mént és 24 kancát hozatott az Ibériai-félszigetről. 1585-ben megalapította a Grazi Egyetemet, amit róla neveztek el Karl-Franzens-Universität-nek. Mauzóleuma a stájerországi Seckau apátságban található, ahová a Habsburg-család több más tagjait is temették. Az apátság épülete a térség korai barokk építészetének egyik legfontosabb megtestesítője. 1587-ben kezdték el építeni Alessandro de Verda tervei alapján, és Sebastiano Carlone fejezte be 1612-ben.

## Házassága és gyermekei

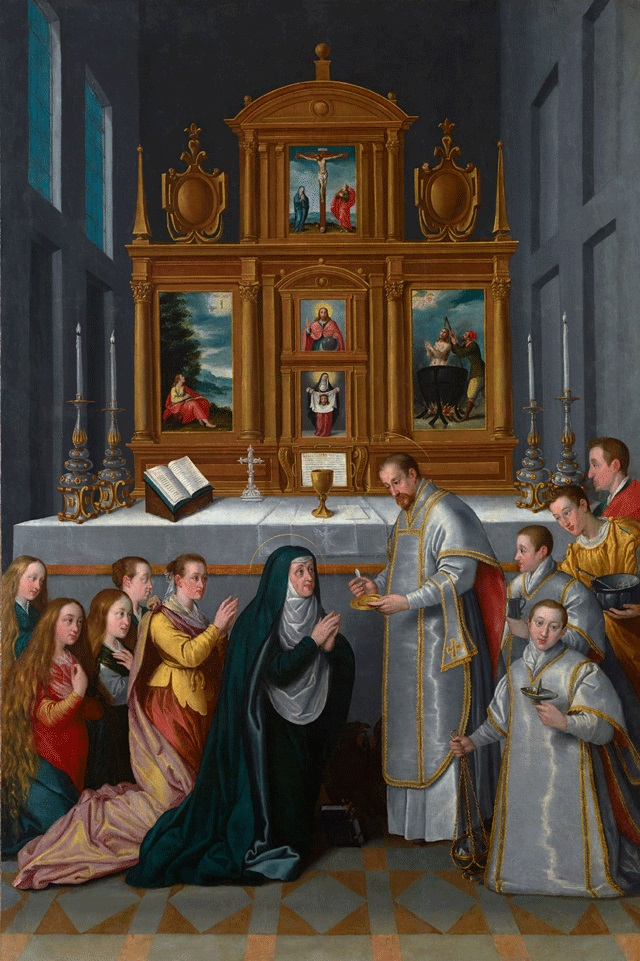
II. Károly családja körében

II. Károly főherceg egyszer házasodott. Felesége a Wittelsbach-házból származó Mária Anna bajor hercegnő, saját unokahúga – V. Albert bajor herceg és Anna osztrák hercegnő – legidősebb leánygyermeke volt. Házasságukra 1571. augusztus 26-án került sor Bécsben, Mária Anna húszesztendős korában. Tizenöt gyermekük született:
- Ferdinánd főherceg (1572. július 15 – 1572. augusztus 3.), csecsemőként elhunyt
- Anna főhercegnő (1573. augusztus 16. – 1598. február 10.), III. Zsigmond lengyel király hitvese
- Mária Krisztierna főhercegnő (1574. november 10. – 1621. április 6.), Báthory Zsigmond felesége, majd Erdélyi helytartója
- Katalin Renáta főhercegnő (1576. január 4. – 1599. június 29.), I. Ranuccio pármai herceg jegyese, fiatalon meghalt
- Erzsébet főhercegnő (1577. március 13. – 1586. január 29.), gyermekként elhunyt
- Ferdinánd főherceg (1578. július 9. – 1637. február 15.), nagybátyja örököseként német-római császár lett
- Károly főherceg (1579. július 17 – 1580. május 17), csecsemőként elhunyt
- Gregória Maximiliána főhercegnő (1581. március 22. – 1597. szeptember 20.), fiatalon meghalt
- Eleonóra főhercegnő (1582. szeptember 25. – 1620. január 28.), apáca lett
- Miksa Ernő főherceg (1583. november 17. – 1616. február 18.), a Német Lovagrend lovagja
- Margit főhercegnő (1584. december 25. – 1611. október 3.), unokatestvére, III. Fülöp spanyol király felesége
- Lipót főherceg (1586. október 9. – 1632. szeptember 13.), osztrák főherceg és Tirol hercegesített grófja
- Konstancia főhercegnő (1588. december 24. – 1631. július 10.), III. Zsigmond lengyel király második hitvese
- Mária Magdaléna főhercegnő (1589. október 7. – 1631. november 1.), feleségül ment II. Cosimo de’ Medicihez
- Károly József főherceg (1590. augusztus 7. – 1624. december 28.), hercegpüspök, a Német Lovagrend nagymestere